# مجرای پیلور
مجرای پیلور (به انگلیسی: Pyloric canal) اصطلاحی برای معرفی بخشی از پیلور، در معده است. وظیفه این مجرا، ایجاد اتصال، میان معده و روده باریک است.

## نگارخانه

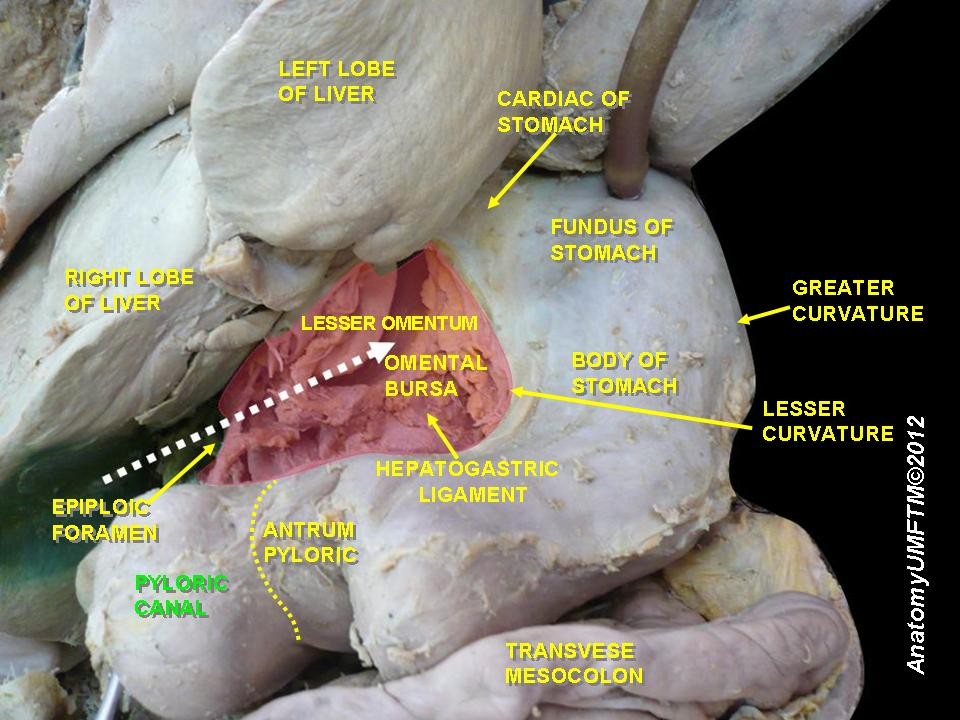